# Samsung Galaxy A54 5G
El Samsung Galaxy A54 5G es un teléfono inteligente de gama media basado en Android desarrollado y fabricado por Samsung Electronics como parte de su serie Galaxy A. Este dispositivo se anunció el 15 de marzo de 2023, y se lanzó y estuvo disponible el 24 de marzo de 2023.

## Diseño
La parte delantera y trasera están protegidas con Gorilla Glass 5. Es brillante en la parte posterior, a diferencia del cristal mate del Galaxy S23. El marco está hecho de plástico mate.
El Samsung Galaxy A54 5G eliminó una cámara en comparación con su predecesor.
El Galaxy A54 5G, al igual que el Samsung Galaxy A53 5G, no tiene conector de audio de 3,5 mm. En comparación con su predecesor, tiene una visualización de pantalla 0,1" menor (6,4 pulgadas). Asimismo, el Galaxy A54 5G cuenta con protección contra el agua y polvo acorde al estándar IP67.
En la parte inferior hay un conector USB-C, altavoz, micrófono y, según el modelo, ranura para 1 tarjeta SIM y tarjeta de memoria microSD de hasta 1 TB o ranura híbrida para 2 tarjetas SIM. El segundo micrófono se encuentra en la parte superior. En el lado derecho están los botones de volumen y el botón de encendido/función del teléfono inteligente.
El teléfono inteligente se vende en 4 colores: grafito (Awesome Graphite), blanco (Awesome White), violeta (Awesome Violet) y lima (Awesome Lime).
| Color | Nombre           |
| ----- | ---------------- |
|       | Awesome Graphite |
|       | Awesome White    |
|       | Awesome Violet   |
|       | Awesome Lime     |